# Rödhalsad gås
Rödhalsad gås (Branta ruficollis) är en gås som häckar på den palearktiska tundran. Den är en flyttfågel och absoluta merparten av världspopulationen övervintrar på låglandet i Rumänien och Bulgarien. Populationen har minskat kraftigt under kort tid och arten kategoriseras som sårbar.

## Utseende

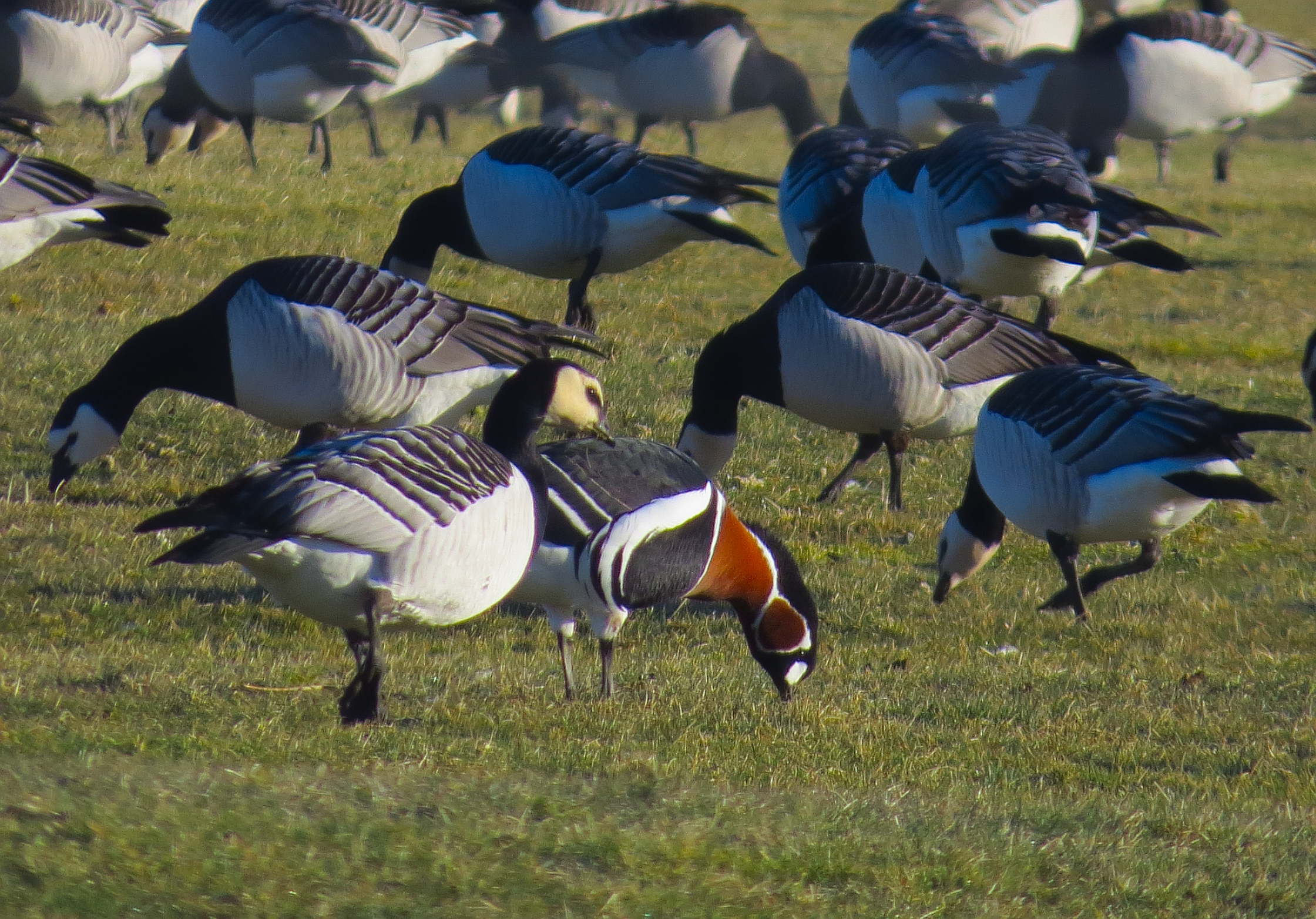

Den rödhalsade gåsen är omisskännlig till sitt utseende. Fjäderdräkten är svart med mindre vita avsnitt. Bröstet och halsen är rödbrun med vita kanter. Näbben är kort och bägge kön liknar varandra. Fågeln blir cirka 55 centimeter lång och har en vikt mellan 1 000 och 1 500 gram. I flykten syns den korta halsen och svarta buken, men är annars förvånansvärt svår att upptäcka i blandade artflockar.

## Läten
Den rödhalsade gåsens läte är ett ljusröstat och gällt "ki-jick" eller "ki-kvi".

## Utbredning och systematik
Den rödhalsade gåsen är en flyttfågel som häckar på tundra i arktiska regioner i Europa och Asien, från Jamal och österut till centrala Tajmyrhalvön. Den övervintrar i centrala Asien eller södra Europa. 98% av hela världspopulationen övervintrar på låglandet i Rumänien och Bulgarien utmed den nordvästra stranden av Svarta havet. Före 1950 var låglandet i Azerbajdzjan den viktigaste vinterlokalen men idag är den till stora delar övergiven. Små grupper återfinns också vintertid i Nederländerna, Irak, Iran och så långt söderut som Grekland. Den ses ibland i andra delar av Europa och uppträder då ofta tillsammans med andra Branta-arter i samma storlek, som prutgås eller vitkindad gås.

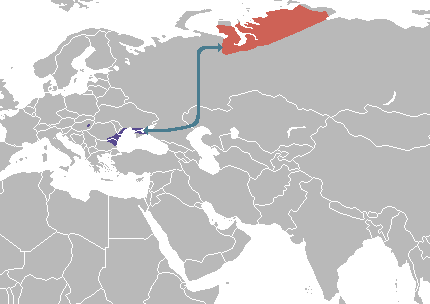
Utbredningskarta för rödhalsad gås, där rött betecknar häckningsområde och blått vistelse vintertid.

### Förekomst i Sverige
Rödhalsad gås är i Sverige en tillfällig men regelbunden gäst som ses årligen.

## Ekologi

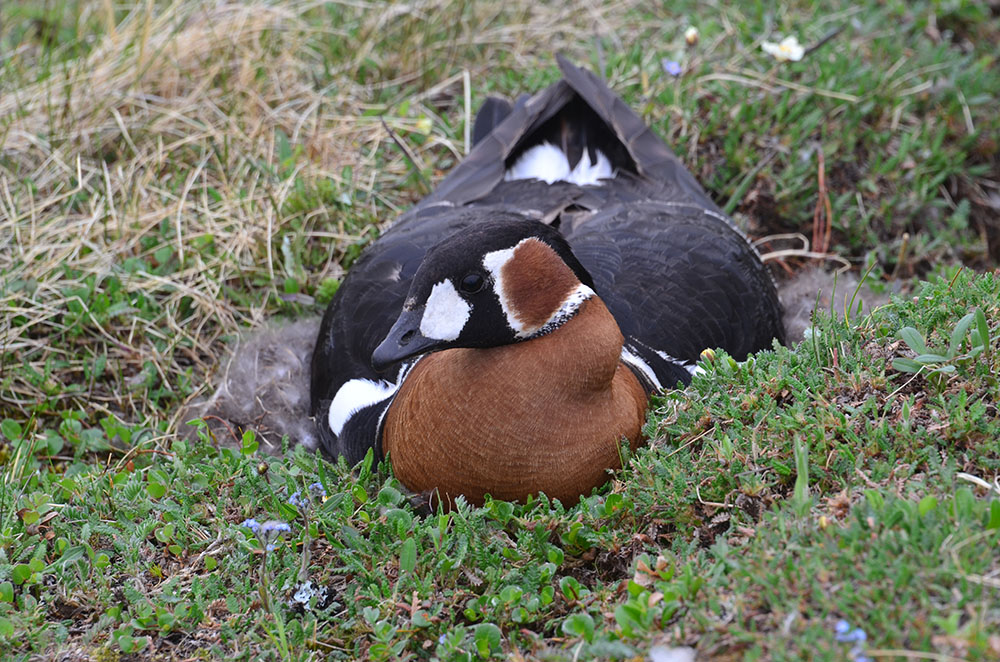
Rödhalsad gås på bo på Tajmyrhalvön.

Den häckar på tundra och häckningstiden inleds i slutet av juni. Rödhalsad gås lägger inte sällan sina bon i närheten av större häckande rovfåglar som pilgrimsfalk och fjälluggla vilka fungerar som ett skydd mot andra rovdjur som fjällräv. Gåsens bo byggs i en grop som fodras med lav, mossa och dun. Honan lägger fyra till sex grönaktiga ägg som ruvas i cirka 25 dagar.

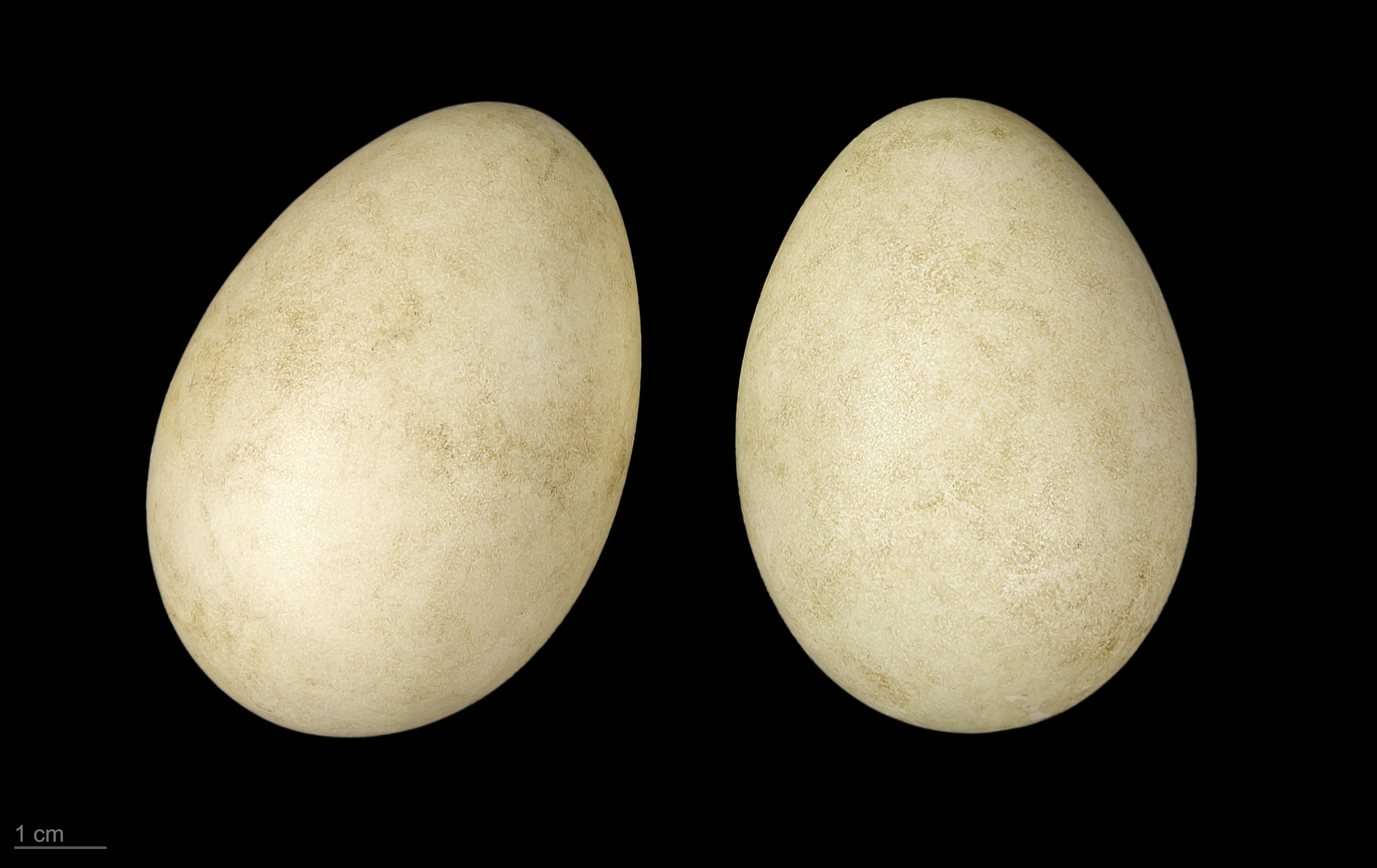
Rödhalsade gåsens ägg.

## Status och hot
Världspopulationen uppskattas numera till mellan 44 000 och 56 000 individer. Populationstrenden är negativ och den fortsätter minska. Vad den snabba minskningen berott på är inte klarlagt men den är utsatt för både habitatförstöring och jakt. Fram tills nyligen kategoriserades den som starkt hotad av internationella naturvårdsunionen IUCN, men placeras nu i kategorin sårbar (VU) eftersom populationen verkar större än man tidigare trott. Man noterar att om denna ökning är genuin och inte resultat av förbättrad uppskattning eller en förändring av utbrednings- och övervintringsområden kan arten placeras i en lägre hotkategori längre fram.